# Sangiaccato di Gümülcine
Il sangiaccato di Gümülcine (in turco ottomano: Sancak-i Gümülcine, in greco Υποδιοίκησις Γκιουμουλτζίνας?ì, in bulgaro Гюмюрджински санджак?) era una provincia di secondo livello (sangiaccato o sanjak) in Tracia dell'Impero ottomano, facente parte del Vilayet di Adrianopoli. La sua capitale era Gümülcine, l'odierna città di Komotini in Grecia.

## Storia e divisione amministrativa
Il sangiaccato di Gümülcine venne creato nel 1878 dal territorio dei sangiaccati di Gallipoli e Filibe (Plovdiv) del Vilayet di Adrianopoli, nonché di parti del sangiaccato di Drama del Vilayet di Salonicco.
Comprendeva sei sub-province o kaza, che erano ulteriormente suddivise in nahiya:
- Kaza di Gümülcine (mod. Komotini): Seyh Cumaya, Kirli o Girli, Çakal, Celebiye, Şehir (area urbana di Gümülcine), Saphane, Yasi, Maronya, Kura-i Cedid
- Kaza di Sultan Yeri (mod. Krumovgrad): Ada, Tashli, Güve, Teke, Mestanlı
- Kaza di Ahi Çelebi (mod. Smoljan): Ismilan, Çitak, Karsili, Pasavik, Tozburun, Söğütçük
- Kaza di İskeçe (mod. Xanthi): Yenice, Sakar Kaya, Celepli, Cedid, Yassiören
- Kaza di Eğri Dere (mod. Ardino ): Mesgulli, Küçük Viran, Davud, Hotaşlı e Dolastir, Rupçoz (retroceduti dalla Bulgaria nel 1886)
- Kaza di Dari Dere (mod. Zlatograd ): Şahin, Ak Bunar

Il sangiaccato sopravvisse fino a quando non fu occupato dalle truppe bulgare nella prima guerra balcanica (1912-1913), dopo di che passò sotto il controllo bulgaro. Nel 1919, dopo la prima guerra mondiale, le porzioni meridionali passarono sotto l'amministrazione alleata con il Trattato di Neuilly e nel 1920 passarono sotto il controllo greco, formando le prefetture di Xanthi e Rhodope.